# Jižní Korea na Letních olympijských hrách 1956
Jižní Koreu na Letních olympijských hrách v roce 1956 v australském Melbourne reprezentovala výprava 35 sportovců (35 mužů a 0 žen) ve 7 sportech.

## Medailisté
| Medaile | Jméno         | Sport    | Soutěž                       |
| ------- | ------------- | -------- | ---------------------------- |
| Stříbro | Song Sun-Chun | Box      | Muži váha bantamová do 54 kg |
| Bronz   | Kim Chang-Hee | Vzpírání | Muži lehká váha do 67,5 kg   |